# Strmec pri Ormožu
Strmec pri Ormožu je naselje v Občini Ormož.